# Parabolocratalis apicalis
Parabolocratalis apicalis är en insektsart som beskrevs av Rauno E. Linnavuori 1975. Parabolocratalis apicalis ingår i släktet Parabolocratalis och familjen dvärgstritar. Inga underarter finns listade i Catalogue of Life.